# Carl Asp
Carl Asp, född den  25 december 1710 i Norrköping, död 16 juli 1782 i Uppsala, var en svensk universitetslärare. Han var son till Petrus Asp.
Asp lär ha haft personliga förbindelser att tacka för sin befordran till adjunkt vid Uppsala universitet 1737 och professor i logik och metafysik vid samma lärosäte 1755. Efter sin gradualdisputation varken utgav han eller presiderade för någon avhandling. Han skall emellertid ha använt mycken flit på sina föreläsningar och haft ypperliga utförsgåvor som orator. Asp var vid två tillfällen universitetets rektor och avgick med pension 1770.